# 権利の所在が不明な著作物
権利の所在が不明な著作物（けんりのしょざいがふめいなちょさくぶつ）とは、著作権所持者の特定ができない著作物をいう。英語では孤児や親のない子になぞらえて、「orphan works」と呼び、日本語でもこの語を音写した外来語「オーファンワークス」が通用している。加えて日本語では同じ意味合いで「孤児著作物」「孤児作品」「権利者不明作品」「オーファン作品」という名称が用いられている。
著作者の死亡または法人・任意団体の解散から相当年数を経過したためにパブリックドメインに帰属しているかどうか判別が付かない、著作権の保護期間内ではあるものの著作者の遺族ないし権利譲渡を受けた団体の所在が分からないなど、このような状況にある著作物が該当する。なお保護期間が立法により人為的に延長された場合は、結果として権利の所在が不明な著作物は増加することになる。
現在（21世紀初期、2000年代および2010年代）、未来に残すべき作品群をデジタル化して保存するためのデジタル・アーカイブズ事業が全世界規模で進められようとしているにもかかわらず、権利者不明著作物がおびただしい数に上っており、それらは保存を要する貴重性が認められているにもかかわらず、複製の制作その他の著作権に抵触する恐れがあることから、保存作業を進められない事態を生じさせている。そうして手を出せずに放置された結果、作品の記録媒体の劣化が進み、永久に失われてしまう作品の数が増えてしまっており、大きな問題となっている。孤児作品の問題は、デジタルアーカイブが直面する最大の課題であるとの指摘もある。

## 種類、分類
大別して以下の3通りに分けられる。
1. 著作者の死後、まだ保護期間の満了を迎えておらず、遺族または権利の譲渡を受けた個人・団体の所在が不明な場合。
2. 著作者の名義にペンネームなどの変名を用いていたために本名がわからず、また生没年どころか生死すらも不明で個人情報を特定できない場合（山川純一など）。
3. 当該著作物の権利を保有していた法人・任意団体の倒産や解散により、権利が第三者に譲渡されたが、その譲渡先が不明である場合。

## 世界各地の当問題への対処の状況

### アメリカ
米国著作権法では、1989年のベルヌ条約加盟まではアメリカ合衆国著作権局 (略称: USCO) に対して登録申請を行わなければ著作権が発生しなかった（現在でも、訴訟提起に際しては著作権局への登録が必要である）が、USCOに登録された著作物でも著作者の没年や権利継承者に関して最新のデータが反映されているわけではなく、権利の所在が不明な著作物は大量に存在する。特に、1998年制定の著作権延長法（CTEA）成立はその傾向を一層顕著にし、ミッキーマウスに代表される現在も商業的価値を有する2%弱の著作物を「延命」する一方で長い年月により商業的価値の失われた98%の著作物を埋没させるものだと言う批判がローレンス・レッシグらにより為されている。これを受けて、USCOでは2004年より「孤立作品に関する調査」を不定期で実施している。
この報告書では、以下のように孤立作品の問題を迅速に議論し、解決すべきであると指摘している。
- 孤立作品の増加は、我々の目の前に存在する差し迫った問題である。
- 著作物の孤立作品化により有益な利用が出来なかった事例は、枚挙に暇が無い。
- 現行の著作権法には、孤立作品の利用を促すための手段が用意されていない。
- 以上の理由により、孤立作品問題の解決は我々にとっては喫緊の課題である。

報告書を受けて2006年5月には下院に一定の条件下において孤立作品の利用を認めるための法案がラマー・スミス（共和党）らにより提出されたが、ハリウッドを始めとするコンテンツ産業の強硬な反対に遭い審議未了で廃案となった。その後、2008年に上院・下院へそれぞれ異なる修正案が提出され、審議が進められている。なお、これらの法案では孤立作品の利用を認める条件として「著作権者を特定するために相応の努力」をすることを求めているが「相応の努力」について裁定制度のような客観的方法に拠る評価が行われないことを問題視する意見も存在する。

### 欧州
また、著作権法に関するEU指令を通じて加盟国への著作権法の整備を促す欧州委員会でも、欧州連合 (EU) 域内で発生している同様の問題について調査を進めている。ヨーロピアナは孤立作品を減らす取り組みに前向きな姿勢をとっている。

### 裁定制度
イギリス、カナダ、韓国においては裁定制度が存在する。
なお裁定制度が存在するからと言って孤立作品の問題が発生しないわけではないことは、2006年9月25日の大英図書館による声明でも指摘されている。裁定制度は権利保有者に無断で著作物を使用させることを公権力が承認するのと同義であり、申請者から見れば本来はパブリックドメインになっている可能性があり金銭負担を必要としないはずの著作物の使用に補償金を負担させられると言う側面があるため、制度の存在が直ちに孤立作品問題の根本的な解決策となるものではない。
また制度の根拠が途上国を対象とする特例を定めたベルヌ条約附属書第4条の強制許諾手続であるため、G8加盟の先進国である日本やイギリス、カナダにおける裁定制度は条約違反であると主張する学説もある。

## 日本と孤児著作物
著作権法第67条では、権利の所在が不明な著作物の利用に際しては、文化庁長官の裁定を仰ぎ、補償金を国庫に供託することで利用が可能となる。
ただし、新聞・雑誌・インターネット上などで情報の募集を掲載するなど、権利の所在を探す為の「相当の努力」を行ったにもかかわらず、その所在が掴めなかった場合でなければ裁定は受けられない。裁定を求める場合は、文化庁に所定の書類を提出したうえで長官が使用の可否を判断するが、許可された際に支払う補償金の額は文化審議会著作権分科会により決定される。
日本国内の事例
- レコード会社が著作者不明の歌詞・楽曲をレコード化する際に、裁定を援用する場合がある[11]。
- 国立国会図書館では、明治期に刊行された蔵書をインターネット上で公開している「近代デジタルライブラリー」に収録予定の書籍について「著作者情報公開調査[12]」を毎年実施している。2003年度（平成15年度）は5万名以上について情報を募集し、権利継承者の連絡先判明は60件、没年判明は532件（内480名が没後50年を経過）という結果であった。翌2004年度（平成16年度）は、約1500名について情報を募集し、権利継承者の連絡先判明は5件、没年判明は3件（いずれも没後50年を経過）という結果であった。
- 俳人鈴木しづ子（1919年‐？）は1952年以降消息不明になっている。生誕100年にあたる2019年に出版された『夏みかん酢っぱしいまさら純潔など』（鈴木しづ子、川村蘭太、2019年、河出書房文庫、ISBN978-4-309-41690-8）には「鈴木しづ子の消息にお心当たりのある方は、編集部にご一報していただけると幸いです。」（同掲書、270頁）と呼び掛けている。
- 漫画家の山川純一も本人が名乗り上げておらず、所在を確認できていない。山川は1980年代に『薔薇族』で連載活動をしていたものの、同年代末頃に消息不明となり、その後、2000年代前半にネット上で「再発見」されて以降、単行本の復刊やグッズが発売されたが、所在が確認できないため、当人に印税の支払いはできていない（2025年現在、著作物の版権管理はヴィヴァルディ・インク株式会社が行なっている）。
- 2003年（平成15年）12月より、東京都写真美術館で開催されたコンピュータゲームの展示会「レベルX」では、ファミコン用ソフトの全タイトル（1,219タイトル[注 1]）の上映が企画されたが、メーカーの倒産や社名の変更、他社への事業・権利の譲渡などにより、権利の所在が不明なタイトルが156タイトルに及んだ。そのため、コンピュータソフトウェア著作権協会（ACCS）が情報提供を呼びかけたところ、105タイトルは権利者の所在が判明したが、残り51タイトルについては権利者の所在が判明しなかったため、公開が見送られた[13]。
- 2015年（平成27年）5月23日、映像コンテンツ権利処理機構の公式サイトの「不明権利者一覧」に、テレビ朝日のテレビドラマ『相棒 season6』に出演していた宝生舞（芸能活動引退済）が掲載された。放送番組の2次利用のため、連絡の取れない出演者として、著作隣接権が絡むためであるが、権利処理機構は6月17日に、「連絡が取れることが分かった」として「不明権利者一覧」から削除された[14]。

## 関連する問題
また、権利の所在は判明している件については当記事の主題とは厳密に言えば一致しないが、「採算が合わない」などの理由で公開されずに死蔵されている著作物も増加傾向にあり、そうした状態に置かれている著作物も権利の所在が不明な著作物と併せて近年、問題視する動きが強まっている。